# Gillian Barge
Pour les articles homonymes, voir Barge.
Gillian Barge (27 mai 1940 - 19 novembre 2003) est une actrice anglaise.

## Filmographie

### Cinéma
- 2003 : Love Actually
- 1994 : Mesmer

### Télévision
- 2002 : Saison 5 d'Inspecteur Barnaby, épisode 2
- 1990 : La Mystérieuse Affaire de Styles